# Keio University Eliica

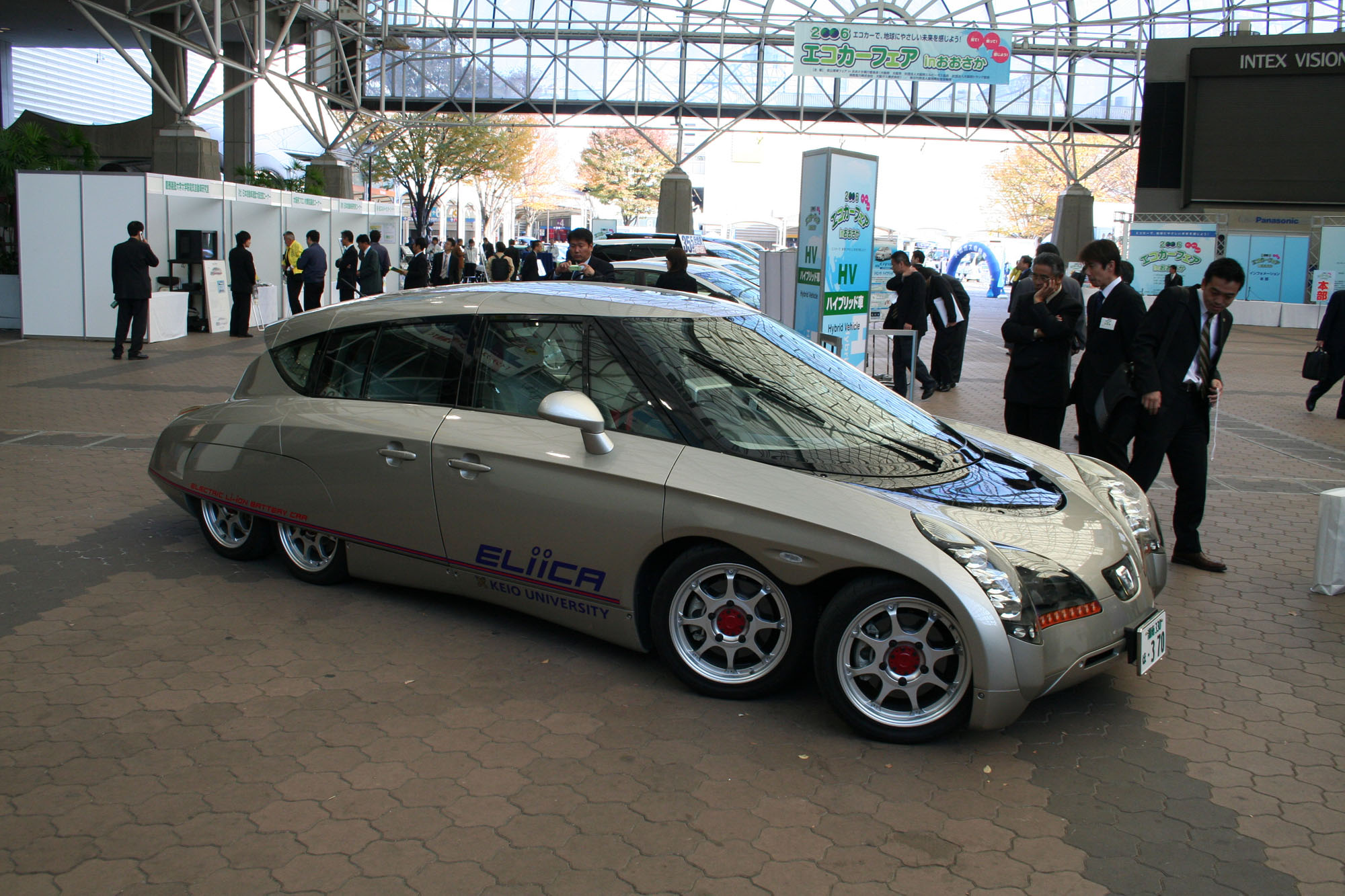
Eliica ist das achte Elektroauto von Hiroshi Shimizu

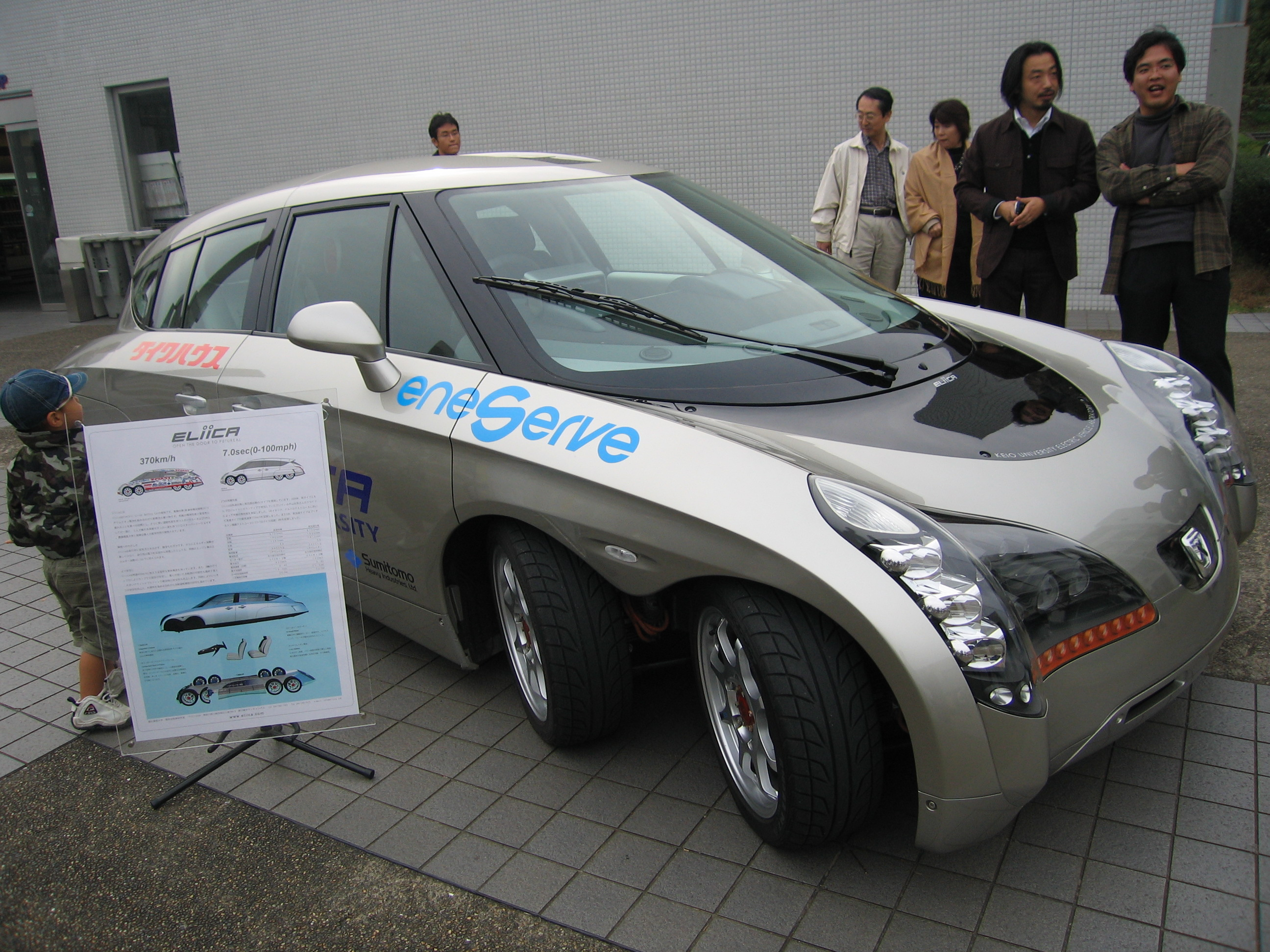
Eliica auf der Intex Osaka

Der Eliica (Electric Lithium-Ion battery Car) ist ein batteriebetriebenes Elektroauto, das von einem Team der Keio University in Tokio, Japan entwickelt wurde. Federführend hierbei war Hiroshi Shimizu, der seit den 1970er Jahren auf dem Gebiet elektrischer Fahrzeugantriebe forscht. Shimizu ist überzeugt, dass die gängigen Vorurteile gegenüber Elektrofahrzeugen nur dann aus der öffentlichen Wahrnehmung getilgt werden können, wenn extrem leistungsfähige Fahrzeuge die Fahrleistungen der schnellsten Verbrennungsmotorfahrzeuge übertreffen oder zumindest erreichen. Daher war beim Eliica eine Höchstgeschwindigkeit von 400 km/h Entwicklungsziel – erreicht wurden bisher bei Tests in Nardò 370 km/h.

## Konstruktive Details
Der Eliica ist 5,1 m lang und hat eine Masse von 2400 kg, die Karosserie weist eine leichte Ähnlichkeit zu einer Citroën DS auf. Die vorderen Türen sind konventionell, die hinteren Türen jedoch als Flügeltüren ausgeführt. Das Chassis ist nach dem Skateboard-Konzept konstruiert und enthält Batterien und Leistungselektronik, die acht Räder verfügen jeweils über eine kompakte, in der Radnabe untergebrachte Einheit aus Motor, Getriebe (eine feste Untersetzung) sowie Bremse. Die vorderen vier Räder sind lenkbar ausgeführt.
Vorteile der ungewöhnlichen Konstruktion mit acht Rädern sind:
- Es kann mit kleineren Rädern die identische Traktion erreicht werden
- Durch die kleineren Räder können auch die Radkästen kleiner ausgeführt werden, dies führt zu mehr Platz im Innenraum
- Es ist mit relativ einfachen Fahrwerksteilen ein guter Fahrkomfort realisierbar

## Fahrleistungen
Je nach gewählter Untersetzung ist wahlweise eine Beschleunigung von 0 auf 100 km/h in 4 Sekunden in Kombination mit einer Höchstgeschwindigkeit von 190 km/h (acceleration model) oder eine Höchstgeschwindigkeit von 370 km/h bei einer geringeren Beschleunigung (bei dem für Rekordversuche verwendeten Speed model) möglich.
Das acceleration model wird von Shimizus Team regelmäßig im Straßenverkehr bewegt. Die Reichweite mit einer vollen Batterieladung beträgt 320 km, hierzu ist ein zehnstündiger Ladevorgang vonnöten.